# MIRAI (芸能プロダクション)
株式会社MIRAI（みらい）は、日本の映画、演劇（舞台・ミュージカル）の製作、興行（ライブ・イベント）、配給を手掛ける日本の企業である。本社は東京都港区に所在する。MIRAIグループは、MIRAI PICTURES JAPAN、アヴィラステージ、MIRAI MUSIC ENTERTAINMENT、劇団ポプラ、TSUBASAなどによって構成される。

## 概要
神品信市がプロデューサーとしての制作やキャスティングの経験を生かし設立した。

## 沿革
- 1991年5月23日 - 渋谷に創業。代表取締役の神品信市他27名のスタッフが創業しイベントを中心に事業を行う。
- 1995年9月25日 - 川崎市宮前区に株式会社ミライ（現：MIRAI）を設立。
- 1997年5月20日
  - 豊島区東池袋に移転。アパレルメーカーとしてクルーレス事業部を立ち上げる。
  - 東池袋にて分室。舞台『真夜中のパーティー』（出演：加勢大周・金子賢）の制作に参加する。ラベック音楽企画を立ち上げ関東圏中心にコンサート、ライブを手掛ける。
- 1998年8月1日
  - 南池袋に移転。舞台『太陽と月に背いて』（出演：野村宏伸・高橋かおり）の制作（世田谷パブリックシアター）に協力する。ラベック音楽企画へ人事強化し制作活動を全国へと展開する。
  - 南池袋にて分室。演劇製作、芸能事業の強化を図る。ラベック音楽企画のラインナップをポップスやR&B以外にジャズ、ビッグバンド、カントリーミュージックなどを入れ拡張する。
- 2000年1月1日 - 製作部門として、MIRAI PICTURES JAPAN（旧：ミライ・アクターズ・プロモーション）、MME（音楽レーベル）作品事業部を立ち上げる。俳優、アーティスト育成のMIRAI PICTURES ACADEMYを開設する。映画、舞台、ミュージカルの製作に力を入れる。
- 2006年8月1日 - 東京都港区東新橋に移転。
- 2009年 - AVILLA（旧：アバンギャルド）と新人発掘の為業務提携を結びAVILLA STAGEを開設。レッスンスタジオを社屋3階へ新設する。
- 2011年4月1日 - 社屋2階の店舗スペースにCafe de Shachu（カフェ＆レストラン）直営店をオープンする。
- 2015年3月1日 - 社屋内3階から2階へ本部を移設。同2階の店舗（カフェ&レストラン）を大門に移店する。
- 2019年7月1日 - 港区新橋6丁目-9-4の7階に新スタジオを3フロア開設する。同スペースにフォトスタジオと劇団事務局も移設する。

## 関連会社・事業部
- TSUBASA
- MIRAI MUSIC ENTERTAINMENT
- MIRAI PICTURES JAPAN
- MIRAI PICTURES ACADEMY
- Cafe de shachu

## 加盟団体
- 社団法人日本映画テレビプロデューサー協会[注釈 1]（加盟名義：神品信市）
- 日本アカデミー賞協会[注釈 2]（加盟名義：神品信市、賛助会員加盟名義：株式会社MIRAI）
- 協同組合日本映画製作者協会（加盟名義：株式会社MIRAI）[2]

## 主な所属俳優・タレント
- 堀川りょう
- 島田陽子（partnership）
- 岡崎二朗
- 黒田アーサー（partnership）
- 大仁田厚（partnership）
- 山本陽一
- 菊地勇輝
- 原雅（劇団新世界主宰）
- 当麻創太
- 起代美
- 江添皓三郎
- 元谷百合奈
- 山本文香（partnership）
- 中三川歳輝

### 過去
- 市來玲奈（元乃木坂46、現日本テレビアナウンサー）
- 新里宏太（→ヴィジョンファクトリー）
- 西ノ入菜月（→AVILLA）
- 広重沙織（Sharo）（→スタッフ・アップ）
- 深澤大河（→トリプルエー）
- 渡辺紘士
- 玉城裕規（→キティ）
- 古橋舞悠（アイドリング2）（→松竹芸能）
- フライデーズ（ふちゅうふみえ・ますのみゆき）（→松竹芸能）
- 立花このみ（→AVILLA）
- 高崎かなみ（CHOKi CHOKi GiRLS専属モデル）
- 山本博子
- 佐野真白（→Heazelz）
- 岩田陽葵（→fennec）
- 田内季宇（→fennec）

## 映画作品
- 『ヘヴンズ・ドア 殺人症候群』（出演：田中美奈子・福井裕佳梨・前田耕陽・蛭子能収・堀川りょう）
- 『すくらんぶる・ハーツ〜恋のソナタ〜』（出演：矢沢心・弓削智久・こずえ鈴・隆大介・東郷萌絵）
- 『呪戒 JUKAI』（出演：金子昇・すほうれいこ・蒼井優・野川さくら・マギー司郎）
- 『影』『幻』『月光』（出演：金子昇・原口あきまさ・森下千里・友井雄亮・白川裕二郎）
- 『矜持〜KYOUJI〜』（出演：加勢大周・パパイヤ鈴木・藤波辰爾・川上綾香・村野武範）
- 『あのころ…Summer Memories』（出演：山川恵里佳・倉貫匡弘・沖直未）
- 『僕はこの丘で、君を愛したい…』（出演：溝呂木賢・細川ふみえ・本宮泰風・原嶋元久）
- 『クローズ・ユア・マインド 馬熊横丁』（出演：加藤夏希・吉田友一・小野ヤスシ・石山拓男）
- 『約束の地に咲く花』（出演：須賀貴匡・三津谷葉子・津田寛治・吉井怜・木村延生）
- 『僕の彼女とその彼氏 Drop in Ghost』（出演：満島ひかり・柴木丈瑠・速水けんたろう・深澤大河）
- 『虹色ハーモニー〜マイ・レインボウ・マン〜』（出演：いしだ壱成・小倉優子・内田菜月・池内万作）
- 『それでもヤクザはやってくる』（出演：宅麻伸・新井康弘・菊地勇輝・重盛さと美）
- 『soeur/スール』（出演：宝生舞・山本博子・小倉優子・田中実・大桑マイミ）
- 『フォーク＆バレット サヨウナラ戦争』（出演：はなわ・風間トオル・丹羽斐沙江）
- 『RUN3』（出演：渡辺大・山本博子・風間トオル・青田典子・高味光一郎）
- 『Famille ファミーユ フランスパンと私』（出演：萩原流行・本山由美・小木茂光・坂口良子・坂口杏里）
- 『Quarter』（出演：小嶺麗奈・島崎和歌子・勝野洋輔・袴田吉彦・深澤大河・山本博子）
- 『冬の怪談 ぼくとワタシとおばあちゃんの物語』（出演：矢島舞美（℃-ute）・木村延生・福田花音（ハロー!プロジェクト）・原田大二郎）
- 『Wednesday アナザーワールド』（出演：北村悠・山本博子・土岐田麗子・原田龍二・美馬怜子）
- 『Oh!マイブラザー 誰の心に届く…』（出演：赤井英和・安岡力也・桑名正博・小池陸・高山未帆）
- 『イルカの豆』（出演：大沢樹生・夏川純・小西博之・吉岡大輔）
- 『キャッチボール×3』（出演：和泉元彌・吉成将・黒田アーサー・野村将希）
- 『ファイティング オカン』（出演：中澤裕子（元モーニング娘。）・竹原慎二・時東ぁみ）
- 『恋する弁当男子』（出演：斉藤祥太・新里宏太・遠藤憲一・飯田圭織（元モーニング娘。）・クリス松村）
- 『デイズ 私がアイツになった時…』（出演：新垣里沙（元モーニング娘。）・はたけ・大仁田厚・高知東生・Sharo）
- 『バトルαソクラテス パーティ&party!』（出演：石垣佑磨・TKO（木本武宏・木下隆行）・内田眞由美（元AKB48））
- 『あの日、ぼくらの大脱走』（出演：月亭方正・坂本あきら・佐野真白・鳥山拓哉）
- 『心が君を、探してる。』（出演：外岡えりか・冨森ジャスティン・大鶴義丹・田中大地）
- 『レプリカント・イブ』（出演：岩田陽葵・井上正大・倉田てつを・蝶野正洋）監督: 國米修市
- 『サンタクロースズ』（出演：島田陽子・市來玲奈（元乃木坂46）・大鶴義丹・佐野真白）
- 『さざ波ラプソディー』（出演：市來玲奈（元乃木坂46）・いしだ壱成・黒田アーサー・松井誠・浜田ブリトニー・高崎かなみ）
- 『くらわんか!』（出演：青木玄徳・長内美那子・赤澤燈・伊﨑右典・岩田陽葵・秋本奈緒美・山本博子・川﨑麻世）
- 『9 〜ナイン〜』（出演：市來玲奈（元乃木坂46）・亀田大毅・ビートきよし・板東英二・原口あきまさ・前田日明）
- 『レッドシューズ』（2022年12月9日北九州市にて先行公開予定） 出演：朝比奈彩[1]・ 市原隼人[3]・ 佐々木希[4]・ 森崎ウィン[5]・ 観月ありさ[6]・ 松下由樹[7]・ 野田あかり[8]・小野木里奈[8][9]、監督：雑賀俊朗[10]
- 『レディ加賀』（2023年秋公開予定）[11][12] 出演：小芝風花・檀れい・松田るか・中村静香・八木アリサ・奈月、監督：雑賀俊朗